# Stein (Appenzell Exterior)
Stein é uma comuna da Suíça, no Cantão Appenzell Exterior, com cerca de 1.354 habitantes. Estende-se por uma área de 9,38 km², de densidade populacional de 144 hab/km². Confina com as seguintes comunas: Herisau, Hundwil, San Gallo (Sankt Gallen) (SG), Schlatt-Haslen (AI), Teufen. 
A língua oficial nesta comuna é o Alemão.